# Raúl Rosas Jr.
Raúl Gilberto Rosas Ríos Jr., född 8 oktober 2004, är en mexikansk MMA-utövare som sedan 2022 tävlar i organisationen Ultimate Fighting Championship.